# Büderich (Wesel)
Büderich, bis 1974 eine eigenständige Gemeinde zuletzt im Kreis Moers, ist heute ein Ortsteil der Stadt Wesel im gleichnamigen Kreis Wesel, der zusammen mit den Ortsteilen Ginderich und Werrich/Perrich den Stadtteil Büderich mit 5.845 Einwohnern (31. Dezember 2021) bildet.

## Geografie

### Räumliche Lage
| Name            | Fläche in km² | Einwohner 2021 | Einw. je km² |
| --------------- | ------------- | -------------- | ------------ |
| Büderich        | 4,87          | 3.530          | 723          |
| Ginderich       | 8,12          | 1.773          | 218          |
| Werrich/Perrich | 11,01         | 542            | 49           |
| Gesamt          | 24,00         | 5.845          | 244          |

Der linksrheinische Stadtteil Büderich liegt in der niederrheinischen Tiefebene. Der Rhein bildet im Norden und Nordosten die Grenze zum übrigen Gebiet der Stadt Wesel. Im Süden grenzt Büderich an die Rheinberger Ortsteile Wallach und Borth, im Südwesten an den Alpener Ortsteil Menzelen. Der westlich von Büderich gelegene Ortsteil Ginderich grenzt im Südwesten an den Xantener Ortsteil Birten und das Naturschutzgebiet Bislicher Insel.

### Schutzgebiete

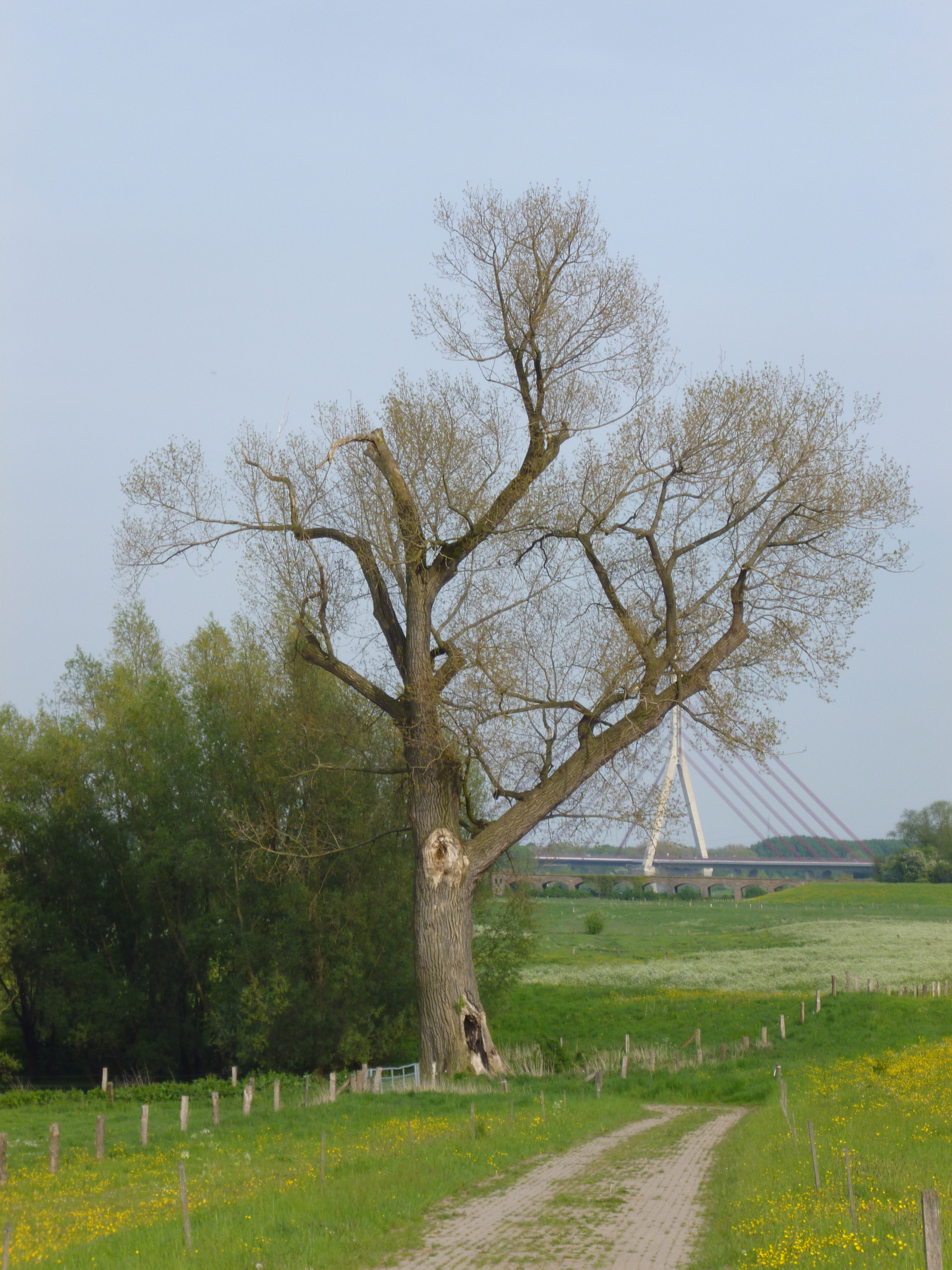
Spätpappel bei Büderich, dickste Pappel Deutschlands, im Rheinvorland zwischen Büderich und Perrich

Büderich ist von folgenden Schutzgebieten, die zum großen Teil von besonderer oder herausragender Bedeutung sind, umgeben:
- dem Vogelschutzgebiet Unterer Niederrhein
- dem FFH-Gebiet NSG Rheinvorland bei Perrich
- dem Naturschutzgebiet Bislicher Insel
- dem Naturschutzgebiet Rheinaue zwischen Büderich und Perrich
- dem Naturschutzgebiet Rheinvorland östlich von Wallach
- dem Naturschutzgebiet Renaturierungsgebiet Büdericher Ziegelei
- dem Naturschutzgebiet Feuchtgebiet bei Menzelen-Ost
- zahlreichen Landschaftsschutzgebieten
- dem Wasserschutzgebiet Gindericher Feld

### Bodendenkmäler
Büderich verdankt seiner wechselhaften Geschichte einige Bodendenkmäler:
- Nordwestlich des heutigen Ortes befand sich ein römisches Auxiliarkastell.
- Nördlich des heutigen Ortes befindet sich die Stadtwüstung Alt-Büderich.
- Am südlichen Ortsrand befand sich im Meerfeld das Kriegsgefangenenlager Büderich.

### Denkmalbereich Neu-Büderich
Der heutige Ortskern von Büderich wurde nach der Zerstörung der alten Stadt unter dem Namen Neu-Büderich im Wesentlichen in den Jahren 1815 bis 1822 als einheitliche städtebauliche Anlage geplant und erstellt.
Sämtliche Bauten wurden unter Leitung Otto von Gloedens als reine klassizistische Bauten im "Geiste der Berliner Schule" errichtet, die sich trotz ihrer Sparsamkeit und einfachen Baukuben durch ausgeglichene Proportionen auszeichneten. Auf die Pläne zum Bau der beiden Kirchen nahm Karl Friedrich Schinkel persönlich großen Einfluss. Hierdurch erlangte der Ortskern Büderichs ein Alleinstellungsmerkmal im Rheinland.
1984 wurde nach den Vorstellungen des Rheinischen Amtes für Denkmalpflege eine entsprechende Satzung für den Denkmalbereich Neu-Büderich durch die Stadt Wesel verabschiedet.
Am 23. Mai 2013 wurde eine Gestaltungssatzung für den Denkmalbereich Neu-Büderich verabschiedet.

### Dorfinnenentwicklungskonzepte
Im Jahr 2017 ist ein sogenanntes Dorfinnenentwicklungskonzept, kurz DIEK, ausgearbeitet worden.
Zeitgleich ist auch für den Ortsteil Ginderich ein Dorfinnenentwicklungskonzept erstellt worden; beide Konzepte sind eng miteinander verzahnt.

## Geschichte

### Vor- und Frühgeschichte
1983 fand man bei Büderich einen 8,5 cm langen mittelpaläolithischen Doppelschaber aus baltischem Flint, eines der ältesten Artefakte der Region.

### Römerzeit
Bereits im 19. Jahrhundert wurden auf dem Steinacker erste römische Funde geborgen. Aufgrund der Funde des Büdericher Heimatforschers Theodor Bergmann, von 1920 bis 1954 katholischer Pfarrer des Ortes, konnten insgesamt 16 römerzeitliche Siedlungs- und Begräbnisstellen des 1. und 2. Jahrhunderts festgelegt werden. Lange Zeit nahm man an, dass die gefundenen Ziegel ausschließlich von Bauernhöfen stammten, die zur Versorgung des Legionslagers Vetera bei Xanten angelegt worden waren; der militärische Charakter des Ortes wurde erst in jüngerer Zeit offenkundig. Ausgrabungen in den Jahren 2008 bis 2010 im Zusammenhang mit dem Bau einer Umgehungsstraße erhärteten die Vermutungen, es handele sich um den ehemaligen Standort eines römischen Auxiliarkastells.
Die folgenden Jahrhunderte liegen im Dunkeln; ein erster sicherer Hinweis für eine Siedlung nach der Römerzeit stammt aus dem 12. Jahrhundert.

### 12./13. Jahrhundert
So wird 1136 ein Heinrich von Boderge in den Regesten des Erzbischofs von Köln genannt. 1138 wird eine Siedlungsstelle Budrich urkundlich bezeugt, wo sich eine Vogtei des Xantener Viktorstiftes fand. 1144 bestätigte Arnold I. von Köln der Siegburger Propstei Fürstenberg bei Xanten unter anderen Besitzungen ein dem Kloster übertragenes allodium apud Budreche. 1154 wurde Theodericus prebiter de Buderike erwähnt, womit Büderich zu dieser Zeit bereits eine Kirche besaß. Zwischen 1250 und 1275 entstand offenbar Markt, Zoll, Burg und Stadt Büderich. So bekundete 1270 der Graf von Kleve den Besitz des Marktzolls: de nundinis apud Buderike. Wenngleich der Büdericher Jahrmarkt, der in der Folgezeit die „spätmittelalterliche Messe des Niederrheins“ darstellte, sicher schon vor 1270 existierte. Der vierwöchige Markt, der alljährlich am 8. September zu Mariä Geburt begann, wird in zahlreichen Urkunden als Zahlungstermin genannt.
Quellenmäßig nicht zu erfassen ist, wer die Zollstätte Büderich eingerichtet und wann diese an Kleve gekommen ist. Bekannt ist, dass 1288 Graf Eberhard von der Mark bei Büderich Zoll entrichten musste. 1290 folgte die erste überlieferte förmliche Bestätigung des Zolls durch König Rudolf I. 1352 wurde die Büdericher Zollstelle durch die Verlegung des Duisburger Zolls nach Büderich weiter aufgewertet. Die Einnahmen aus dem Zoll flossen in die Kasse der Grafen und Herzöge von Kleve. Büderich profitierte davon, dass der Zwang zur Verzollung der Waren die Schiffer zum Anlegen nötigte, wodurch auch der Waren- und Personenverkehr der Stadt begünstigt wurde.
Der Bau der Burg Büderich könnte im Zusammenhang mit der klevischen Erbteilung von 1255 stehen, bei der Graf Dietrich VII. unter anderem die südlichen Teile der Grafschaft mit Büderich, sein Bruder Dietrich Luf I. u. a. die rechtsrheinischen Besitzungen mit Wesel erhielt. Dietrich Luf I. machte den Bürgern von Wesel das Zugeständnis keine festen Bauten gegen ihren Willen in der Stadt zu errichten. Der Graf brauchte aber eine Residenz im südlichen Teil seines Territoriums. Außerdem mussten Markt, Rheinfähre und Zoll geschützt werden. Für 1342 und die folgenden Jahre ist die Burg durch Weseler Stadtrechnungen bezeugt, da die Weseler auch dorthin ziehen mussten, um ihre Angelegenheiten mit dem Landesherrn zu regeln. 1434 kam es zu einem Neu- oder Erweiterungsbau.

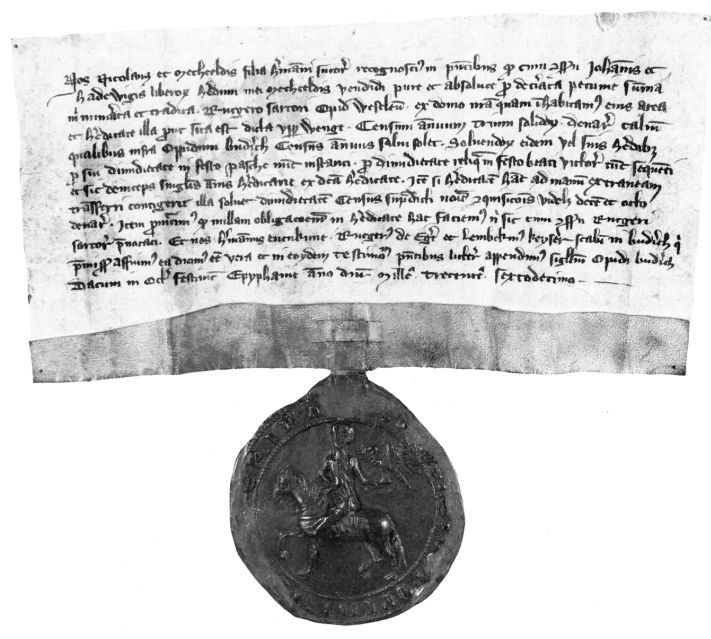
Ältester bekannter Abdruck des Büdericher Stadtsiegels an einer Urkunde vom 13. Januar 1316

Eine neuere Untersuchung über das älteste Stadtsiegel, das 1315 erstmals urkundlich nachgewiesen ist und dessen ältester erhaltener Abdruck aus dem Jahr 1316 stammt, ergab, dass Dietrich VII. während der zweiten Gründungsphase der klevischen Städte zwischen 1260 und 1275 Büderich wie auch Dinslaken (1273) und Orsoy (circa 1270/75) zur Stadt erhob.
Ursprünglich waren die Klever Grafen im Gebiet um Büderich nur Vögte des Erzbischofs von Köln. Sie konnten aber ihre Rechte schrittweise bis zur Erlangung der Landeshoheit ausbauen. Jedoch beanspruchten die Kölner Erzbischöfe weiterhin, bis ins 17. Jahrhundert hinein, die Landesoberhoheit für sich und gingen auch militärisch gegen den Klever Grafen vor. Um seine Ansprüche durchzusetzen, ließ Erzbischof Heinrich II. von Virneburg am 24. Juni 1312 Büderich, Ginderich und Birten abbrennen. Vermutlich ist hierbei auch die Stadterhebungsurkunde verloren gegangen. Am 2. Mai 1318 erhielt Büderich erneut eine Stadtrechtsurkunde nach Weseler Vorbild. Das heißt, sie folgt in wesentlichen Teilen dem Stadtprivileg für Wesel von 1241 beziehungsweise dem privilegium maius von 1277. Abgesehen von einigen Vergünstigungen steht das Büdericher Stadtrecht von 1318 dem Weseler von 1277 qualitativ kaum nach. Da diese Urkunde ebenfalls durch eine Katastrophe im 15. Jahrhundert vernichtet wurde, erneuerte 1482 Johann I. dieses Privileg. Auch dieses Dokument liegt nur noch in einer Abschrift aus dem 18. Jahrhundert vor. Die Landesherren bestätigten den Büderichern das große Stadtprivileg mehrfach, zuletzt 1713.
Bürgermeister und Schöffen („magister burgensium“) sind erst 1315, der Rat 1357 nachzuweisen. 1473 wurde durch Herzog Johann I. die lebenslange Amtszeit der Schöffen durch eine jährliche Neuwahl dreier Schöffen, zu Maria Lichtmess, ersetzt und ihre Zahl von sieben auf sechs reduziert. Der Rat setzt sich zusammen aus Bürgermeister, Rentmeister, Schöffen und Ratmannen sowie den Geschworenen.

### Festungsanlage

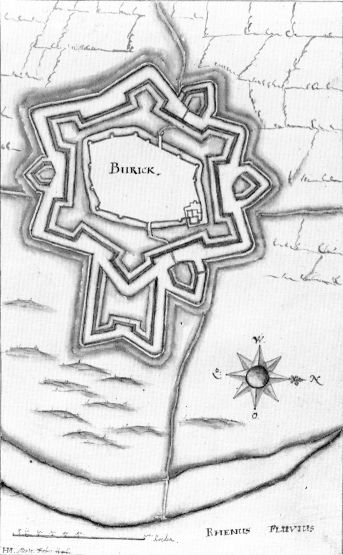
Festungsgrundriss, Mitte des 17. Jahrhunderts

Noch 1322 und 1326 war die Stadt lediglich mit Gräben umgeben; eine Stadtmauer wird erst 1365 erwähnt. Die beiden Stadttore wurden in den 80er Jahren des 14. Jahrhunderts weiter ausgebaut. Zur Finanzierung des Ausbaus der Ortsbefestigung überließ der Graf von Kleve den Büderichern 1388 auf ewig das zweckgebundene Recht, in der Stadt Bier zu brauen, zu zapfen und darauf Steuern zu erheben („End soe wat dan affkoempt soelen sy by onsen rade vertymmeren aen verstinge ons(er) stat van Boederich“). Wie ein Festungsplan aus dem 17. Jahrhundert zeigt, hatte die Mauer acht halbrunde, zwei viereckige und einen runden Turm, die Burg wurde in die Mauer integriert.
Die Befestigungen wurden während des Dreißigjährigen Kriegs unter niederländischer Besatzung ausgebaut und während des Spanischen Erbfolgekriegs 1672 durch französische Truppen geschleift.

### 14./15. Jahrhundert

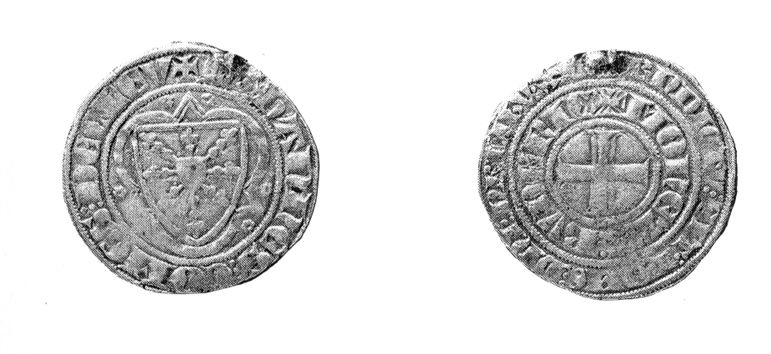
Büdericher Groschen, Vor- und Rückseite

Das 14. und 15. Jahrhundert brachte aufgrund der günstigen Lage an wichtigen Handelswegen und durch Markt und Zoll einen wirtschaftlichen Aufschwung für die Stadt mit sich. So wurde Büderich zwischen 1347 und 1368 klevische Münzstätte, es wurden Gulden und Groschen geprägt. Im 14. Jahrhundert zählte die Stadt 66 Hofstellen. Für 1389 allein wurden 23 Weinhändler nachgewiesen. Am Handel mit Tuch, Most, Eisen und Stahl waren auch Büdericher Kaufleute beteiligt. Die wichtigsten Wirtschaftszweige Alt-Büderichs waren der Weinanbau, die Branntweinproduktion, die Fischerei sowie der Getreide- und Weißkohlanbau. 1389 ist die Kirche mit einer Spende von 23 Kaufleuten über 21 Gulden ausgebessert worden.
1466 wurde die romanische Pfarrkirche durch eine gotische ersetzt. Um 1460 wurde das Kloster „Gertrudental“ gegründet, welches um 1470 augustinisch wurde. Es wurde in der zweiten Hälfte des 16. Jahrhunderts mit dem außerhalb gelegenen Konvent „Mariengeist“ vereinigt, bis es 1802 unter napoléonischer Herrschaft aufgehoben wurde.
Während des Mittelalters kam es zu zahlreichen Fehden zwischen den Landesherren, in diesem Zusammenhang entstanden zum Selbstschutz der Bürger die Schützenbruderschaften, 1424 die St. Sebastianus- und St. Georgii-Kompanien, um 1450 die Junggesellenbruderschaft.

### 16./17. Jahrhundert
Ab dem 16. Jahrhundert gehörte Büderich einer Gruppe klevischer Städte an, die unter der Führung Wesels als hanseatisch galt.
Schon 1517 kam mit dem Beginn der Neuzeit mit Hermann Buyst die Reformation nach Büderich. Es folgten die evangelischen Prediger Johann Klopreis (oder Cloprys) als Kaplan 1525, Adolf Clarenbach 1528 und in den 20er Jahren Gerhard Oemecken und Johan Brictius thon Norden.

Gefecht zwischen Spaniern und Niederländern, Hogenberg 1595

Seit dem Ende des 16. Jahrhunderts stritten mit dem Beginn der Glaubenskriege europäische Mächte um die Vorherrschaft und die Besatzer gaben sich in Büderich quasi die Klinke in die Hand. 1586 eroberte unter Alexander Farnese von Parma ein spanisches Heer die Stadt. 1587 unternahmen die niederländischen Oppositionellen – Geusen genannt – den Versuch, Büderich zu stürmen und die Mauern zu untergraben. 1590 schließlich hatten sie Erfolg und die Spanier wurden zum Abzug genötigt.
1598 jedoch eroberte der spanische Admiral Don Francisco de Mendoza im sogenannten Spanischen Winter unter anderen Städten auch Büderich. Eine große Zahl von Soldaten wurde hier stationiert. Von 1600 bis 1614 lösten die Niederländer die Spanier ab, darauf eroberten die Spanier Büderich ein drittes Mal. Währenddessen kam es ab 1609 nach dem Tod des kinderlosen Herzogs Johann Wilhelm von Kleve, Jülich und Berg zum klevisch-jülischen Erbfolgestreit. Anspruch erhoben Johann Sigismund, Kurfürst von Brandenburg und Wolfgang Wilhelm, Pfalzgraf von Neuburg. Der Kurfürst von Brandenburg konvertierte, um die Unterstützung der Niederländer zu erhalten, vom lutherischen zum calvinischen Bekenntnis, der Pfalzgraf dagegen zum Katholizismus, um die Hilfe der Spanier zu erlangen. Am 12. November 1614 wurde dem Kurfürsten Kleve zugesprochen. Jedoch blieben die Spanier noch bis zur Eroberung durch die Niederländer unter Otto van Gent am 19. August 1629 in Büderich.

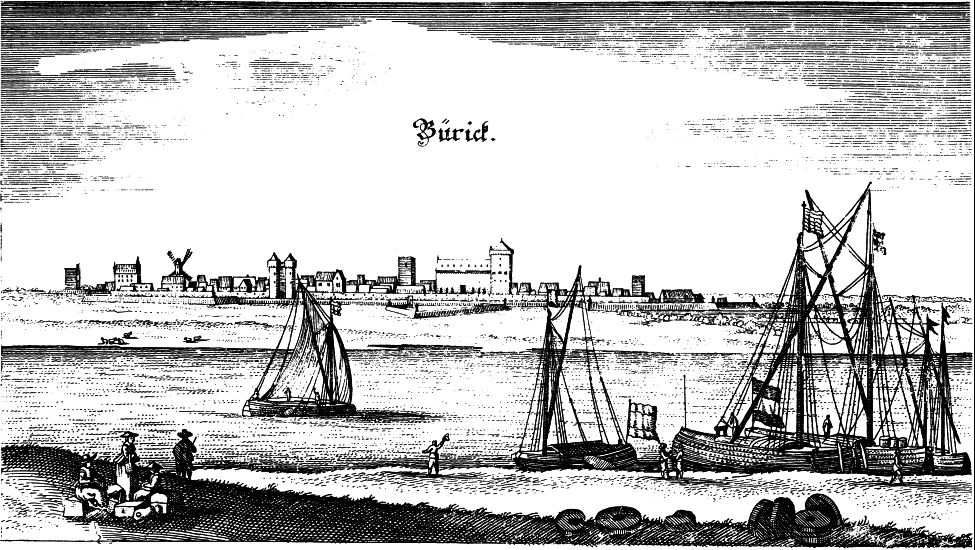
Stadtansicht Büderichs von Osten 1646, Kupferstich nach Matthäus Merian

Bis zum Westfälischen Frieden 1648 durchzogen und plünderten kaiserliche, österreichische, hessische und französische Truppen den Niederrhein.
In dieser Zeit kam es zum wirtschaftlichen Niedergang der Stadt. So wurde 1603 der Zoll nach Rees verlegt, der Handel brach weitgehend zusammen, 1608 entrichtete Büderich seine Taxe von 3 Talern an die Hanse nicht mehr und 1627 und 1629 wird der Ort als durch „brandt eingeäschert und abgebrandt“ bezeichnet. Bei einem Bildersturm der niederländischen Besatzer am 9. Juli 1630 wurde ein Teil des Kirchendaches durch Feuer zerstört. Je nach Besatzer hatten entweder Katholiken oder Protestanten besonders zu leiden.

Stadtansicht Büderichs von Südwesten, Kupferstich von Le Clerc, über die Einnahme Büderichs durch die Franzosen im Juni 1672

Bronzemedaille 1672, gefertigt anlässlich der franz. Eroberungen am Niederrhein, Vor- und Rückseite

Am 4. Juni 1672 lösten die Franzosen unter Marschall Turenne nach viertägigem Kampf die Niederländer ab, die inzwischen die Stadt mit einem immensen Befestigungssystem versehen hatten. Ludwig XIV. zielte mit dem Rhein als Grenze auf die „Abrundung des französischen Territoriums“. Die Burg und die Befestigungsanlagen mit Ausnahme der Stadtmauern wurden geschleift, die Stadtkirche an die Katholiken zurückgegeben. Im November 1673 zogen sie wieder ab.
Am 20. Juli 1673 wurde durch den von der kurfürstlichen Regierung veranlassten Religionsvergleich eine Trennung der Kirche durch eine Mauer in zwei Teile festgelegt.

### 18. Jahrhundert

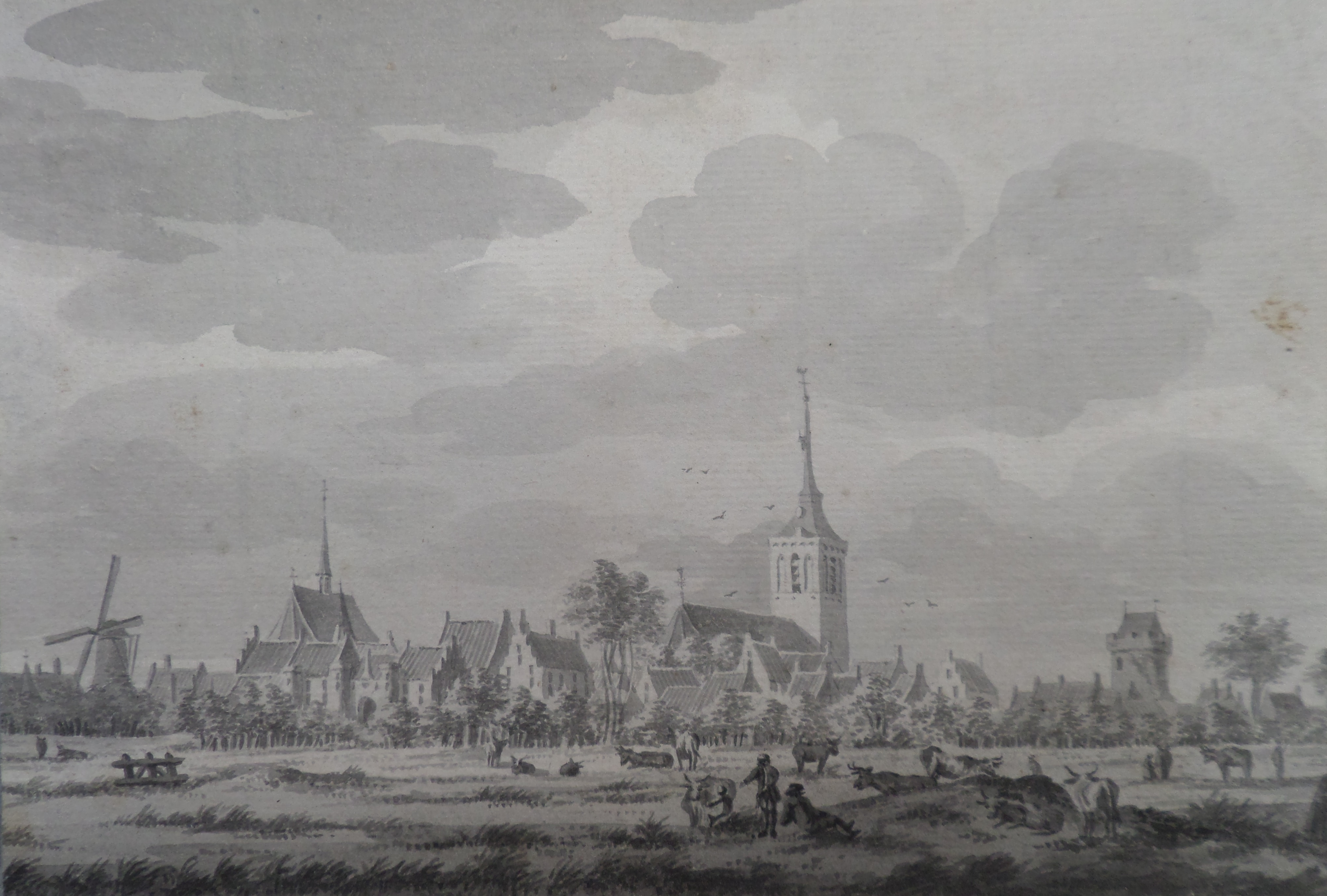
Ansicht Büderichs Mitte des 18. Jahrhunderts von Jan de Beijer

Zwischen 1708 und der Mitte des 18. Jahrhunderts wird der Rat der Stadt je zur Hälfte aus Katholiken und Reformierten gebildet.
Auch das 18. Jahrhundert brachte keinen wirtschaftlichen Aufschwung mit sich. So zeigen Gewerbetafeln aus den Jahren 1714–88, dass offenbar ehemals selbständige in abhängige Beschäftigungen gerieten, sowie das Steueraufkommen von 1340 Reichstalern im Jahr 1722 auf durchschnittlich 1210 in den Jahren 1778–84 absank. Überregionaler Handel wurde nicht mehr betrieben, dagegen kam der Landwirtschaft eine immer vorherrschendere Bedeutung zu. Zwischen 1767 und 1773 wurde, ausgelöst durch einen Zufallsfund am Rheinufer, nach Gold gesucht. Zwischenzeitlich schürften bis zu 90 Personen nach dem Metall. Der Ertrag war aber gering. Dagegen kam es im 18. Jahrhundert nach einer langen Zeit der Stagnation bzw. des Rückgangs wieder zu einem merklichen Anstieg der Bevölkerungszahl, wobei die Zahlen während des Siebenjährigen Krieges, der 1756 ausbrach, zwischenzeitlich wieder zurückgingen. So lebten in Büderich Anfang des 16. Jahrhunderts bereits 600–650 Einwohner. Auch 1714 wurden noch 661 gezählt, wogegen 1743/44 schon 963 Menschen in der Stadt lebten. Die Zahl der Häuser lag zuletzt zwischen 170 und 177.
Ende des 18. Jahrhunderts lebten knapp 1000 Einwohner in Büderich, die überwiegend von der Erzeugung landwirtschaftlicher Produkte lebten, die zumeist in Wesel verkauft wurden. Nach einem Hochwasser im Jahr 1784 wurde nordöstlich der Stadt ein Entlastungsgraben ausgehoben. Wenige Jahre später spülten Hochwasser den Entlastungsgraben aus und schufen so einen neuen Hauptstromarm des Rheins, den sogenannten Büdericher Kanal.
1794 rückten französische Revolutionsheere bis an den Rhein vor. Am 9. November des Jahres kam es zum Gefecht zwischen drei- bis viertausend Österreichern, die um Büderich ihre durch preußische Stellungen auf der Büdericher Insel gedeckten Stellungen errichtet hatten, und französischen Truppen unter General Jourdan. Noch am Abend wurden die Verbündeten Österreicher und Preußen über den Rhein zurückgedrängt. Die Stadt wurde daraufhin einer zweistündigen Plünderung ausgesetzt und die Kirche für ein halbes Jahr als Pferdestall genutzt. Die entstandenen Schäden beliefen sich auf 7331 Reichstaler und neun Stüber. Die Bevölkerung hatte unter den zu leistenden Diensten und Abgaben sowie der Einquartierung von 1,5 Kompanien zu leiden.
1795 schloss Frankreich Frieden mit Preußen, 1797 mit Österreich. Preußen verzichtete hierbei auf das linksrheinische Territorium. 1801 wurde die Abtretung im Frieden von Lunéville festgeschrieben.

### 19. Jahrhundert
Am 19. Februar 1798 wurde eine neue zentralistische Verwaltungsstruktur nach französischem Vorbild eingeführt. Hierbei verlor Büderich seine städtische Rechtsstellung und wurde zur Mairie Büderich im Kanton Xanten des Arrondissement de Clèves im Département de la Roer.
Wie alle französischen Staatsbürger unterlagen auch hier die 20- bis 25-jährigen Männer der Wehrpflicht. Im Jahr 1800 sind 3, 1801 10 und 1802 11 Rekruten eingezogen worden. Für die folgenden Jahre liegen keine offiziellen Zahlen vor. Am 10. April 1811 sollen aber 28 und 1812 nochmals 17 Männer eingezogen worden sein, von denen viele in Napoleons Russlandfeldzug umkamen.

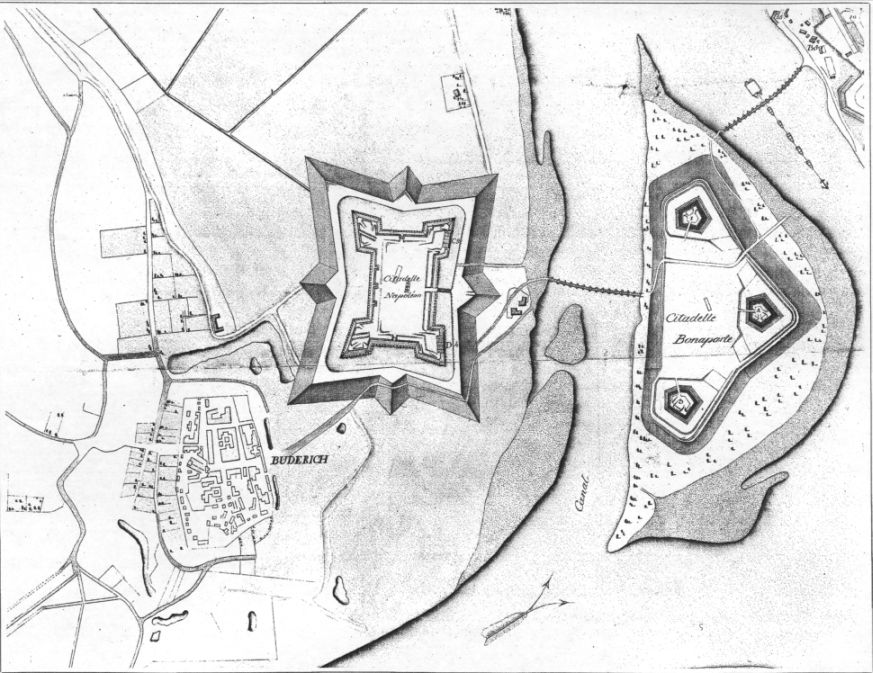
Die „Citadelle Napoléon“, das spätere Fort Blücher und die „Citadelle Bonarparte“ auf dem Festungsplan Wesel/Büderich von 1808

1806 wurde der Gemeinde die Stadtsweide entzogen, um darauf das Fort Napoleon zu errichten. Im folgenden Jahr erhielten die Bürger eine Ersatzweide bei Werrich. Der Bau des Forts dauerte bis zum Jahr 1813. Als Napoleon im Jahr 1811 bei seinem Heereszug gegen Russland hier durchkam und das Fort besichtigte, soll er bereits geäußert haben: „Dieses Nest da muß weg.“ 1813 erhielten die Befestigungsanlagen in Wesel und Büderich eine besondere Bedeutung, da sich Napoleons Truppen nach dem Russlandfeldzug und der Völkerschlacht bei Leipzig im Oktober 1813 auf dem Rückzug und die Verbündeten seit Ende November 1813 auf dem Vormarsch auf die Festung Wesel befanden. Aus fortifikatorischen Gründen sollte Büderich, das zu nah am Fort lag, dem Erdboden gleichgemacht werden. Den Befehl hierzu unterzeichnete Napoleon am 6. Dezember 1813, der zwei Tage darauf Kriegskommissar Rivaud in Wesel erreichte. Am 11. wurden die Bewohner darüber in Kenntnis gesetzt, dass sie innerhalb von zwei Tagen den Ort zu verlassen hatten. Der Wert der Gebäude wurden auf 799.492,21 Francs geschätzt. Nach Ablauf der Frist wurde mit dem Abbruch begonnen. Am 19. Dezember, dem 4. Adventssonntag, fand noch ein letzter Gottesdienst in der Kirche statt, bevor die letzten Bauten gesprengt wurden. Mitte Januar wurden die Franzosen von den Verbündeten zurückgedrängt, und im Mai kehrten einige Bürger zurück, um mit dem Bau von Nothütten zu beginnen, gegen eine Weisung des preußischen Königs, nach der in der Umgebung von Festungen keine Vorstädte wiedererrichtet werden durften. Schließlich hatten sich praktisch alle Bürger Büderichs auf ihrem alten Grundstück eine Nothütte errichtet. Ein altes Fortmagazin diente als Notkirche und mit einer englischen Spende wurde eine große Scheune für das Vieh und die Ernte errichtet.

Planungsentwurf Büderichs, Oktober 1814

Am 11. Juli 1814 wurde an der Straße von Wesel nach Geldern, etwa anderthalb Kilometer rheinaufwärts der alten Stadt, der Platz zum Bau Neu-Büderichs festgelegt. Am 11. August 1814 bildete sich eine Unterstützungskommission, um die aktuellen Nöte zu lindern und die zum Neubau erforderlichen Mittel zu organisieren. So wurde zum Beispiel im Generalgouvernement Mittel- und Niederrhein eine Kollekte zur Unterstützung der Büdericher Bürger initiiert, die 64.410,01 Francs einbrachte. Außerdem erreichte sie, dass die Fläche für den neuen Ort auf 16 Morgen, etwa einer Verdopplung des bisherigen Stadtgebietes, erweitert wurde. Die Forderungen an Frankreich wurden in einem neuen Abschätzprotokoll vom 1. Juli 1814 auf 1.098.132.21 Francs erhöht. Bei den Verhandlungen zwischen der Hauptliquidationskommission in Berlin und der Französischen Liquidationskommission in Paris dagegen wurde eine Entschädigungssumme von 632.670,00 Francs festgesetzt, von der am 31. August 1817 498.701,47 Francs ausgezahlt wurden.
Im März 1815 wurden die in Alt-Büderich errichteten Nothütten abgerissen und auf dem für Neu-Büderich vorgesehenen Platz zunächst wiederum Hütten errichtet. Das Fort, das inzwischen Fort Blücher hieß, wurde mit veränderter Schussrichtung weiter ausgebaut. 1815 wurde dem aus Ruhrort stammenden Landbauinspektor Otto Friedrich Wilhelm von Gloeden die Planung und Bauüberwachung von Neu-Büderich, der ersten einheitlichen städteplanerischen Neuplanung im 19. Jahrhundert am Niederrhein, übertragen. Als Landbauinspektor unterstand er einem Regierungs- und Baurat. Oberste Aufsichtsbehörde für Bausachen war die königliche Oberbaudeputation in Berlin, deren Leiter bis 1841 Karl Friedrich Schinkel war. Dieser hatte einen beträchtlichen Einfluss auf die Baubeamten und Baugestaltung. So gab Schinkel 1819–1840 eine Reihe architektonischer Entwürfe als Richtlinien heraus, die Otto von Gloeden ebenso wie den 1815 vom preußischen Regierungs- und Baurat Adolph von Vagedes angefertigten Entwurf einer Landesbauordnung in seine Überlegungen einbeziehen musste. Der Ort Neu-Büderich wurde im Wesentlichen in den Jahren 1815 bis 1822 als einheitliche städtebauliche Anlage geplant und bis auf die Straßen- und Entwässerungsarbeiten erstellt.
Unter Nutzung des schon erstellten rechteckigen Grundrissplans, mit den Seitenlängen 542 und 248 Metern, nahm von Gloeden die Parzellierung vor. Hierzu unterteilte er die Bürger in drei Klassen, alte Nachbarschaften blieben jedoch hierbei bestehen. Sämtliche Bauten von Gloedens wurden als reine klassizistische Bauten im "Geiste der Berliner Schule" errichtet, die sich trotz ihrer Sparsamkeit und einfachen Baukuben durch ausgeglichene Proportionen auszeichneten. 1820 wurden das Rathaus und die evangelische Kirche, 1821 die katholische Kirche St. Peter errichtet. Karl Friedrich Schinkel nahm persönlich großen Einfluss auf die Pläne zum Bau der beiden Kirchen.
Da das Gelände des neuen Ortes im Überschwemmungsgebiet des Rheines lag, waren der Ausbau des Rheindeiches sowie die Anhöhung der Landstraße Wesel-Geldern und des gesamten Siedlungsgeländes um 50 cm erforderlich. Zusätzlich wurde die Sockelhöhe der Gebäude auf 50 cm festgesetzt. Die Gesamtkosten, bestehend aus Kosten für die Errichtung der Gebäude, die Anhöhung der Straßen, der Terrainerhöhung und das Anlegen von Brunnen und Entwässerungsgräben, errechnete er zu 1.558.730,50 Francs.
Die schon von v. Gloeden vorgesehenen Straßenarbeiten wurden jedoch, wie auch die Entwässerungsarbeiten, aus Geldmangel erst in den Jahren 1840 bis 1843 durchgeführt.
1843 wurde die Mitte des Marktplatzes mit Baumreihen bepflanzt. Zunächst sollte eine Reihe aus Maulbeerbäumen und eine aus Kugelakazien bepflanzt werden, dann aber wurden Platanen gewählt.

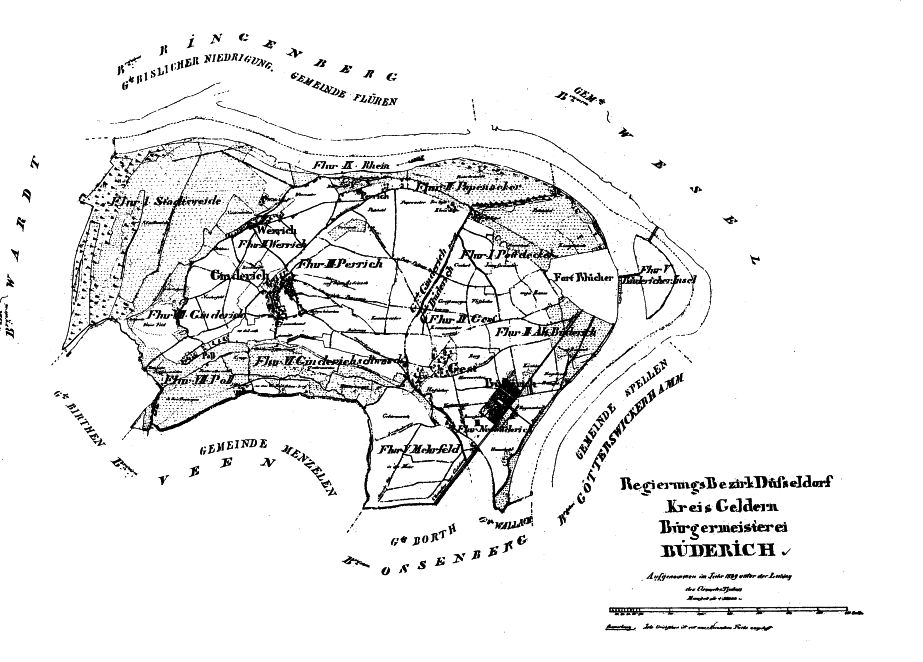
Karte der Bürgermeisterei Büderich, 1839

1816 wurde Neu-Büderich mit Ginderich, Gest, Winkeling, Perrich, Werrich und Poll zur Bürgermeisterei Büderich, Landkreis Rheinberg, Regierungsbezirk Kleve zusammengeschlossen. 1823 kam Neu-Büderich zum Kreis Geldern, Regierungsbezirk Düsseldorf. 1850 wurde Neu-Büderich in Büderich umbenannt, die zur Bürgermeisterei Büderich gehörende selbständige Gemeinde Ginderich wurde 1851 mit Büderich vereinigt. 1857 kam Büderich zum neugebildeten Kreis Moers.
Im Jahr 1866 wurde das Marienkrankenhaus eingeweiht. 1874 wurde die Eisenbahnbrücke fertiggestellt, die mit ihren 150 Metern und 109 Landpfeilern die längste Rheinbrücke war. Die Bahnlinie Haltern-Wesel-Büderich-Geldern-Straelen-Venlo wurde am 18. Dezember 1874 in Betrieb genommen. 1878 wurde Büderich an die Boxteler Bahn angebunden. 1890 wurde der Büdericher Kanal, das heutige Hauptstrombett, auf rund 300 Meter Breite ausgebaut.

### 20. Jahrhundert
Seit 1917 wurde Büderich durch die bis dahin nördlichste deutsche Straßenbrücke über den Rhein mit Wesel verbunden. Nach dem Ende des Ersten Weltkrieges mussten in Büderich im Zuge der Rheinlandbesetzung vom 14. Dezember 1918 bis zum 31. Januar 1926 bis zu 6000 belgische Soldaten einquartiert werden. Im Januar 1926 war das letzte Hochwasser, das den Ortskern von Büderich erreichte.
Gegen Ende des Zweiten Weltkrieges wurden beide Rheinbrücken von der Wehrmacht auf ihrem Rückzug gesprengt. Am 13. März 1945 wurden alle Büdericher für fünf Wochen nach Bedburg-Hau bzw. Kapellen zwangsevakuiert. Nach dem Ende des Zweiten Weltkriegs richteten die Amerikaner am 20. April 1945 auf dem Meerfeld am Büdericher Ortsrand ein Kriegsgefangenenlager ein, in dem bis zu seiner Auflösung am 15. Juni 1945 rund 80.000 deutsche Soldaten interniert wurden. Die Zahl der Toten wird offiziell mit 128 angegeben.
1952 wich das Fort Blücher bis auf wenige Reste der Schaffung von Vorflutgelände. 1953 wurde auf den Pfeilern der Rheinbabenbrücke eine neue Straßenbrücke über den Rhein fertiggestellt. Am 3. April 1957 errichtete die Gemeinde Büderich ein Erinnerungsdenkmal für das 1813 untergegangene Alt-Büderich. Am 26. August 1965 wurde das Mahnmal zur Erinnerung an das Kriegsgefangenenlager Büderich eingeweiht.
1968 wurde die evangelische Volksschule zur Gemeinschafts-Grundschule und die katholische Volksschule zur Gemeinschafts-Hauptschule umgewandelt. Am 23. September 1968 wurde der Fernsehsender Büderich durch Postminister Werner Dollinger in Betrieb genommen. Am 2. November 1968 wurde der Bahnhof Büderich in eine unbesetzte Gütertarifstelle umgewandelt. Am 1. Januar 1975 wurde Büderich im Rahmen der kommunalen Neugliederung nach Wesel eingemeindet. Durch die nun entstandene Doppelbelegung vieler Straßennamen wurden die meisten Straßennamen des historischen Ortskerns von Büderich geändert.
Die Gemeinschaftshauptschule wurde 1977 geschlossen und Mitte der 1980er Jahre abgebrochen. 1980 endete der Brauereibetrieb der Kronenbrauerei Hardering, deren Existenz sich bis 1672 zurückverfolgen lässt. 1984 wurde nach den Vorstellungen des Rheinischen Amtes für Denkmalpflege eine entsprechende Satzung für den Denkmalbereich Neu-Büderich durch die Stadt Wesel verabschiedet. Seither sind einige Gebäude wie z. B. die evangelische Kirche und die Gebäude der ehemaligen Brauerei unter Denkmalschutzgesichtspunkten umgebaut worden.
Zwischen 2006 und 2009 wurde der seit dem 15. Jahrhundert bestehende Deich komplett abgetragen und der neue Deichkörper als sogenannter Dreizonendeich neu aufgebaut. Nach vierjähriger Bauzeit wurde im Jahr 2009 die neue vierspurige Niederrheinbrücke dem Verkehr übergeben. Die Ortsumgehung Büderich (B58n) wurde am 6. März 2014 offiziell dem Verkehr übergeben.

## Politik

### Wappen, Siegel und Banner
Die Gemeinde Büderich, vormals Stadt Büderich, führte bis zu ihrer Eingemeindung ein Wappen, ein Siegel sowie eine Banner. Das Wappen wurde der ehemaligen Gemeinde Büderich am 6. Dezember 1938 verliehen und genehmigt. Zum selben Zeitpunkt dürften auch das Banner und das neue Gemeindesiegel genehmigt worden sein. Das Wappen wurde vom deutschen Heraldiker Wolfgang Pagenstecher geschaffen. Der Urheber des ersten Stadtsiegels von Büderich ist unbekannt, man geht jedoch davon aus, dass es von demselben Siegelschneider entworfen wurde, welcher auch für das Stadtsiegel Orsoys und Dinslakens verantwortlich war.

Wappen
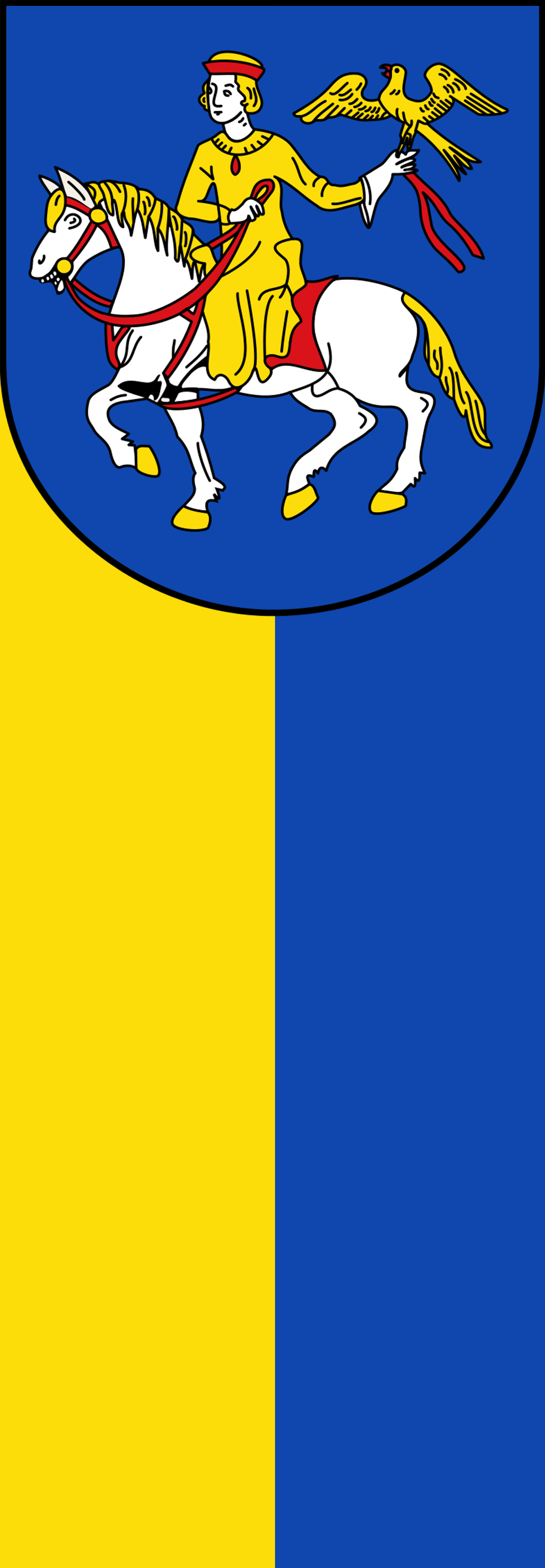
Banner

Wappen
Blasonierung: In blauem Schilde auf einem silbernen (weißen), rot gezäumten und golden bewehrten Roß, ein golden gewandter Reiter, auf der linken Hand einen goldenen (gelben), rot bewehrten Falken tragend.
Bedeutung: Das Wappenbild ist schon auf den ältesten Siegeln aus dem Anfang des 14. Jahrhunderts vorhanden. Der Reiter stellt vermutlich Graf Dietrich VII. als Jungherrn und somit als Stadtgründer dar, dies ist jedoch nicht gesichert. Die Farben Rot und Gold weisen auf die frühere Herrschaft von Kleve hin.
Siegel
Das ursprüngliche Stadtsiegel Büderichs zeigt innerhalb der Umschrift +S[IGILLVM] : BVRGENSIUM OPIDI IN : BVDERIKA : („Siegel der Bürger der Stadt in Büderich“), ein Pferd mit Reiter, der auf der linken Hand einen Falken trägt. Ein solches Falkenjagdmotiv ist normalerweise, beschränkt auf das 13. Jahrhundert, Damen und Jungherren vorbehalten. Da der Reiter nicht im Damensitz dargestellt ist, ist vermutlich der Graf als Jungherr und somit als Stadtgründer dargestellt. Aufgrund der Übereinstimmung verschiedener Stilelemente ist anzunehmen, dass das Siegel von demselben Stecher hergestellt worden ist, der die Siegel Dinslakens und Orsoys sowie verschiedener bergischer Städte geprägt hat. Auch das erste Grafensiegel Dietrichs VII., das 1262 erstmals belegt ist, zeigt auffällige Übereinstimmungen.
Das zuletzt verwendete Gemeindesiegel basiert auf dem ursprünglichen Stadtsiegel und dem Wappen von Pagenstecher und ist mit dem Schriftzug "Gemeinde Buederich Kreis Moers" umrundet.
Banner
Das Banner der ehemaligen Gemeinde Büderich ist in gelb-blauen Tuchbahnen gestreift und trägt im gesamten Bannerhaupt das Wappen der ehemaligen Gemeinde.

## Bedeutende Bauwerke
- Fort Blücher
- Haus Marien
- Sender Wesel
- St. Peter Büderich
- Eisenbahnbrücke Wesel
- Niederrheinbrücke Wesel
- Kronenbrauerei Hardering
- Evangelische Kirche Büderich
- St. Mariä Himmelfahrt Ginderich
- Kriegerdenkmal Wesel-Büderich

## Infrastruktur

### Breitband
Im Jahr 2018 hat die Deutsche Glasfaser GmbH den Anschluss der Ortsteile Büderich, Ginderich Werrich und Perrich an ihr Glasfasernetz abgeschlossen und die Haushalte mittels FTTH mit Breitband bis zu 1 Gbit/s versorgen. Im Rahmen einer Nachfragebündelung hatten im Vorfeld 47 % der Haushalte einen entsprechenden Vorvertrag abgeschlossen.
Die Deutsche Telekom hat ebenfalls im Jahr 2018 ihr Netz mittels Vectoring aufgerüstet, so dass in ihrem Netz nun VDSL zur Verfügung steht.

### Schienen- und Busverkehr

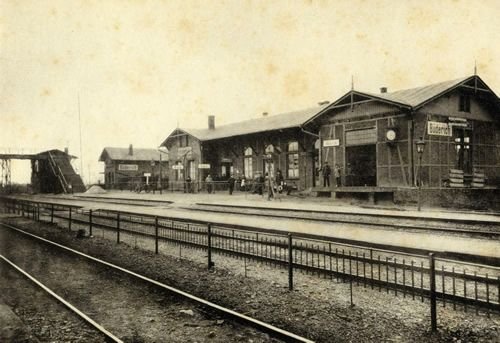
Bahnhof Büderich, 1910

Durch Büderich verlief einst die Bahnstrecke Haltern–Venlo mit dem Bahnhof Büderich. Im Bahnhof Büderich zweigten die Boxteler Bahn nach Boxtel (NL) und die Solvay-Werksbahn ab, die über das Salzbergwerk Borth nach Rheinberg-Millingen und dort in die Bahnstrecke Rheinhausen–Kleve führte. Der Bahnhof sowie die Bahnstrecken sind inzwischen stillgelegt und abgebaut.
Folgende Buslinien fahren durch Büderich bzw. Ginderich:
- Schnellbus 6 Wesel – Ginderich – Birten – Xanten
- Schnellbus 7 Wesel – Büderich – Alpen – Issum – Geldern
- Regionalbus 66 Wesel – Büderich – Ginderich – Birten – Xanten
- Regionalbus 67 Wesel – Büderich – Ginderich – Menzelen – Alpen – Issum – Geldern
- Regionalbus 68 Wesel – Büderich – Borth – Ossenberg – Rheinberg – Moers
- Regionalbus 37 Wesel – Büderich – Alpen – Sonsbeck – Kevelaer

Über diese Linien ist Büderich mit den nächstgelegenen Bahnhöfen in Wesel an der Bahnstrecke Oberhausen–Arnhem und Alpen an der Bahnstrecke Rheinhausen–Kleve verbunden.
Für den gesamten ÖPNV gilt der Tarif des Verkehrsverbundes Rhein-Ruhr und tarifraumüberschreitend der NRW-Tarif.

### Straßen
Büderich ist über die Anschlussstellen 6 Wesel und 7 Hünxe der Bundesautobahn 3 (E 35) sowie die Anschlussstelle 6 Alpen der Bundesautobahn 57 (E 31) über die Bundesstraße 58 sowie über die Landstraße 460 an das Fernstraßennetz angebunden.

### Flugverkehr
Die nächstgelegenen Flughäfen sind der Flughafen Niederrhein in etwa 35 km Entfernung und der Flughafen Düsseldorf in etwa 57 km Entfernung.

## Bildung
In Büderich befinden sich eine katholische und eine evangelische Kindertagesstätte, in Ginderich eine katholische Kindertagesstätte.
In Büderich befindet sich eine Gemeinschaftsgrundschule.
Die ehem. Grundschule Ginderich wird für vielfältige kulturelle und bildende Zwecke genutzt.

## Vereine
Der Ortsteil Büderich verfügt über ein reges Vereinsleben, so gehören dem Koordinationsausschuss Büdericher Vereine gegenwärtig 33 Vereine und Gruppierungen an.

### Sportvereine
- Büdericher SV 1919 e. V.
- TC Büderich 1970 e. V.
- Shaolin Kempo Wesel-Büderich e. V.
- Skatclub Spontan

### Schützen- und Traditionsvereine
- St. Sebastianus-Bürgerschützen-Bruderschaft 1424 Büderich e. V.
- St. Petri-Junggesellenschützenbruderschaft 1450 Büderich e. V.
- St. Pankratius Schützenbruderschaft Gest 1684 e. V.
- Heimatverein Büderich und Gest e. V.
- KKG Grün-Weiß 1948 Büderich

### Musikvereine
- Tambourkorps Büderich 1929 e. V.
- Quartett-Verein Melodia 1930 Büderich
- Cantemus Büderich
- Ökumenische Chorgemeinschaft Büderich

## Persönlichkeiten

### Söhne und Töchter des Ortes
- Lutgert van Buderick (* 1383 in Büderich; † 1453 in Deventer), Ordensschwester im Mutterhaus der Schwestern vom gemeinsamen Leben
- Heinrich Haich (* in Büderich; † 1454 in Köln), vermögender Weinhändler, Kölner Bürger, Ratsmitglied und Stifter
- Johann Heck (* um 1400 in Büderich; † 1472 in Köln), Magister der freien Künste, Doktor der Medizin und Professor an der Kölner medizinischen Fakultät
- Bernhard von Büderich bzw. Bernhard Derike oder Bernhard Dyrken (* um 1405 in Büderich; † 1457 in Hildesheim), Ordensbruder, erster Brüderrektor in Hildesheim und Schöpfer der Hildesheimer Richter der Brüder vom gemeinsamen Leben
- Gerhard Buck (* in Büderich; † 1489 in Münster), Ordensbruder der Brüder vom gemeinsamen Leben und Verfasser des Spieghel der leyen
- Johannes Michael Budorensis (* im 15. Jahrhundert in Büderich; † nach 1514), deutscher Gelehrter, Astronom und Herausgeber
- Johann Pering (* um 1480 in Büderich; † nach 1541), Magister, deutscher Humanist und Lehrer
- Johannes Ovelius (* nach 1500 in Büderich; † nach 1563), deutscher Humanist und Lehrer
- Reiner Solenander (* 1524 in Büderich; † 1601 in Büderich), ursprünglich Reiner Gathmann, Arzt
- Johannes Grevius (* 1584 in Büderich; † 1622 während einer Reise nach Speyer), Pfarrer, Theologe, Schriftsteller und Kämpfer gegen Folter und Hexenprozesse
- Wilhelmus Smetterus (* um 1605 in Wesel; † 1680 in Büderich), Prädikant und Verfasser mehrerer theologischer Werke
- Albert Friedrich Bach (* 1761 in Büderich; † 1838 in Schermbeck), Politiker
- Martin Heix (* 1903 in Büderich; † 1977 in Oberhausen), Politiker
- Theodor Dams (* 1922 im Ortsteil Ginderich; † 2013), Agrar- und Wirtschaftswissenschaftler
- Paul Hoffacker (* 1930 in Büderich; † 2023), Jurist und Politiker
- Egon Görgens (* 1941 in Büderich), Wirtschaftswissenschaftler und Hochschullehrer
- Johannes Neuenhofer (Jan Hofer; * 1950 in Büderich), Tagesschau-Chefsprecher
- Norbert Leygraf (* 1953 in Büderich), Mediziner und forensischer Psychiater
- Gerd Hankel (* 1957 in Büderich), Autor, Jurist und Sprachwissenschaftler
- Otto Maria Krämer (* 1964 in Büderich), Kirchenmusiker, Orgelvirtuose und Dozent
- André Baeten (* 1974 in Wesel, aufgewachsen in Büderich), Maschinenbauingenieur und Hochschullehrer
- Tristan Angenendt (* 1985 in Wesel, aufgewachsen in Büderich), klassischer Gitarrist
- Inka Wesely (* 1991 in Wesel, aufgewachsen im Ortsteil Ginderich), Fußballspielerin

### Bürgermeister
- Liste der Bürgermeister und Gemeindedirektoren Büderichs

### Pfarrer der katholischen Kirchengemeinde St. Peter
- Liste der Pfarrer an der Kirche St. Peter (Büderich)

### Prediger und Pfarrer der evangelischen Kirchengemeinde
- Liste der Prediger und Pfarrer der evangelischen Kirchengemeinde Büderich